# 14 de agosto nos Jogos Olímpicos de Verão de 2008
14 de agosto foi o oitavo dia de competições dos Jogos Olímpicos de Verão de 2008. Neste dia foram disputadas competições de vinte e dois esportes.

## Esportes
| - Badminton - Basquetebol - Beisebol - Boxe - Canoagem - Esgrima - Ginástica - Handebol - Hipismo - Hóquei sobre a grama - Judô | - Lutas - Natação - Pólo aquático - Remo - Softbol - Tênis - Tênis de mesa - Tiro - Tiro com arco - Vela - Voleibol |

## Destaques do dia

### Beisebol,Canoagem,Remo,TêniseVela
Chuva forte provoca o cancelamento e o adiamento de várias provas e eventos, inclusive finais da canoagem e jogos das quartas-de-final do tênis.

### Ginástica artística
Numa das provas mais emocionantes da ginástica, o chinês Yang Wei ganha o ouro no Individual Geral, mantendo os 100% de aproveitamento da China na modalidade.

### Lutas
O sueco Ara Abrahamian, que conquistou a medalha de bronze na categoria até 84 kg no estilo greco-romano, atirou sua medalha ao chão logo após recebê-la e retirou-se da cerimônia de entrega de medalha, com o punho erguido, sob as vaias do público. O protesto era pelo resultado da semifinal, onde os juízes deram a vitória ao italiano Andrea Minguzzi, que acabou conquistando a medalha de ouro. 

### Natação
- 200m borboleta feminino: Pela primeira vez nestes Jogos, a China faz a dobradinha numa final da natação: ouro para Liu Zige (com direito a recorde mundial) e prata para Jiao Liuyang.[5]

- 100m livre masculino: num duelo que prometia muito desde a semifinal (quando os dois melhores quebraram o recorde mundial em suas respectivas baterias), o francês Alain Bernard vence o australiano Eamon Sullivan por 11 centésimos de segundo. No terceiro lugar, um empate entre o estadunidense Jason Lesak e o brasileiro César Cielo. Os dois ficaram com o bronze.[6]

- 4x200m livre feminino: a equipe australiana baixou o recorde mundial da prova em quase seis segundos, numa final em que as quatro primeiras equipes nadaram abaixo do antigo recorde.[7]

- 50m livre masculino: nas eliminatórias da prova mais rapida da natação, o brasileiro César Cielo quebrou o recorde olímpico, mas foi superado em um centésimo de segundo pelo francês Amaury Leveaux.[8]

### Tênis
O tenista estadunidense James Blake derrota o suíço Roger Federer nas quartas-de-final do torneio de simples masculino e elimina o número 1 do mundo.

## Campeões do dia
| Modalidade    | Evento                            | Atleta(s) | País          | Recorde | Ref.   |
| ------------- | --------------------------------- | --- | ------------- | ------- | ------ |
| Tiro com arco | Individual feminino               | Zhang Juanjuan | CHN China     |         |        |
| Hipismo       | Adestramento por equipes          | Isabell Werth, Nadine Capellmann, Heike Kemmer | GER Alemanha  |         | [ 10 ] |
| Esgrima       | Sabre por equipes feminino        | Olga Kharlan, Olena Khomrova Halyna Pundyk, Olha Zhovnir                                                                                          | UKR Ucrânia   |         | [ 11 ] |
| Ginástica     | Individual Geral masculino        | Yang Wei | CHN China     |         | [ 12 ] |
| Judô          | Até 100 kg masculino              | Naidangiin Tüvshinbayar | MGL Mongólia  |         |        |
| Judô          | Até 78 kg feminino                | Yang Xiuli | CHN China     |         |        |
| Tiro          | Carabina três posições feminino   | Du Li | CHN China     |         | [ 13 ] |
| Tiro          | Skeet feminino                    | Chiara Cainero | ITA Itália    | OR      | [ 14 ] |
| Natação       | 100m livre masculino              | Alain Bernard | FRA França    |         | [ 15 ] |
| Natação       | 200m costas masculino             | Kosuke Kitajima | JPN Japão     | OR      | [ 16 ] |
| Natação       | 200m borboleta feminino           | Liu Zige | CHN China     | WR      | [ 17 ] |
| Natação       | 4x200m livre feminino             | Stephanie Rice, Bronte Barratt, Kylie Palmer, Linda Mackenzie Eliminatórias: Felicity Galvez, Angie Bainbridge, Melanie Schlanger, Lara Davenport | AUS Austrália | WR      | [ 18 ] |
| Lutas         | Greco-romana até 84 kg masculino  | Andrea Minguzzi | ITA Itália    |         | [ 19 ] |
| Lutas         | Greco-romana até 96 kg masculino  | Aslanbek Khushtov | RUS Rússia    |         | [ 20 ] |
| Lutas         | Greco-romana até 120 kg masculino | Mijail López | CUB Cuba      |         | [ 21 ] |

## Líderes do quadro de medalhas ao final do dia 14
| Ordem | País               | Medalha de ouro | Medalha de prata | Medalha de bronze |    |
| ----- | ------------------ | --------------- | ---------------- | ----------------- | -- |
| 1     | CHN China          | 22              | 8                | 5                 | 35 |
| 2     | USA Estados Unidos | 10              | 9                | 15                | 34 |
| 3     | GER Alemanha       | 7               | 2                | 3                 | 12 |
| 4     | KOR Coreia do Sul  | 6               | 7                | 3                 | 16 |
| 5     | ITA Itália         | 6               | 4                | 3                 | 13 |